# Loïc Chauveau
Loïc Chauveau – dziennikarz i autor książek specjalizujący się w tematach związanych z ekologią. Publikuje we francuskich czasopismach (m.in. Science et vie i L’Express). Autor m.in. książki Mały atlas zagrożeń ekologicznych.